# Escudo del Distrito Federal (Brasil)
El escudo de armas del Distrito Federal brasileño está diseñado de manera innovadora, abandonando las formas clásicas presentes en la heráldica tradicional. Inspirado en la arquitectura de Brasilia, ciudad proyectada por el arquitecto brasileño Oscar Niemeyer, fue oficialmente adoptado mediante el Decreto 11, de 12 de septiembre de 1960, del prefecto del Distrito Federal.
El escudo está basado en el diseño de las columnas del Palacio de la Alvorada y está partido en sinople y oro. En su centro carga un escudo en campo de sinople, en cuyo centro destaca una Cruz de Brasilia. El conjunto se halla sumado por una mesa de reuniones, a modo de corona mural. Debajo la divisa, en latín, del Distrito Federal: VENTURIS VENTIS, que significa «a los vientos venideros».

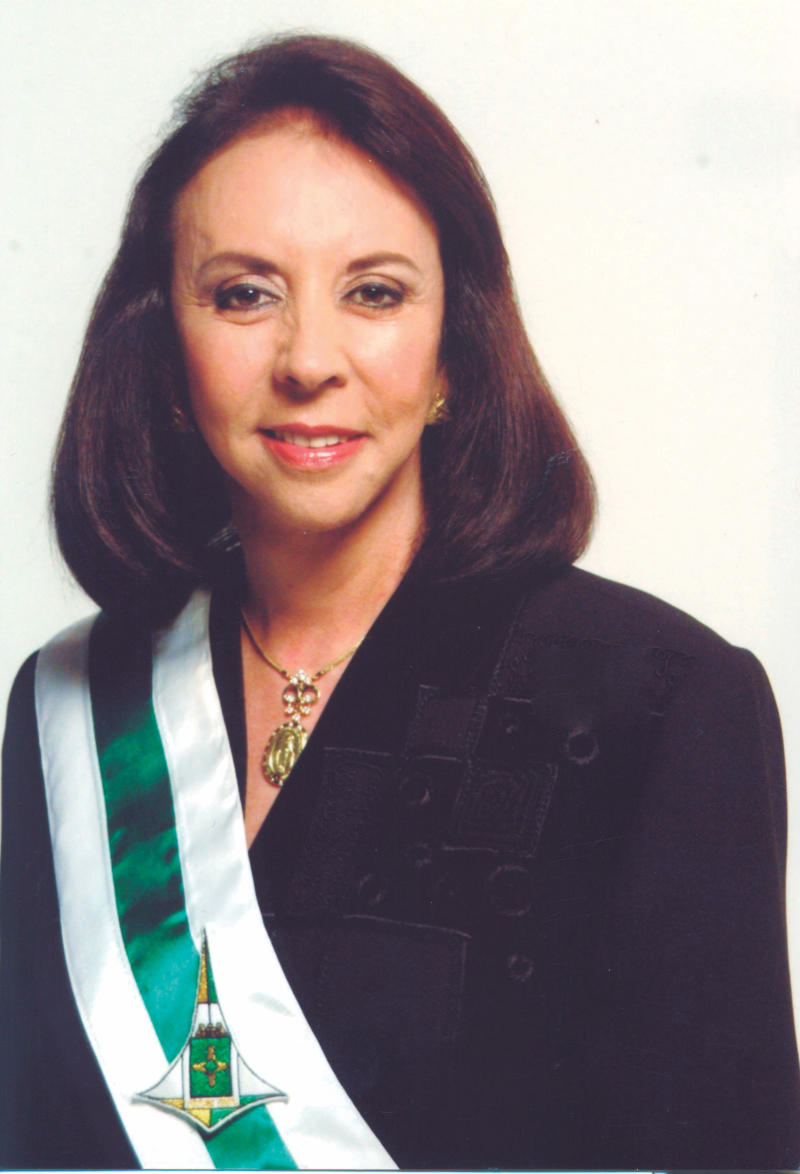
El escudo en la Banda gubernamental del Distrito Federal en el retrato oficial de Maria de Lourdes Abadia
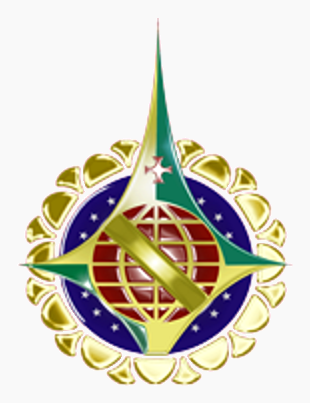
Composición del escudo de la Policía Militar del Distrito Federal